# Billy Jack
Billy Jack is een Amerikaanse actiefilm uit 1971.

## Rolverdeling
| Acteur          | Personage      |
| --------------- | -------------- |
| Tom Laughlin    | Billy Jack     |
| Delores Taylor  | Jean Roberts   |
| Julie Webb      | Barbara        |
| David Roya      | Bernard        |
| Bert Freed      | Stuart Posner  |
| Howard Hesseman | Howard Johnson |
| Victor Izay     | dokter         |
| Teresa Kelly    | Carol          |
| Alan Myerson    | O.K. Corrales  |
| Lynn Baker      | Sarah          |
| Debbie Schock   | Kit            |
| Clark Howat     | Sheriff Cole   |
| Susan Sosa      | Sunshine       |
| Susan Foster    | Cindy          |